# ジョフロワ2世・ド・ヴィルアルドゥアン
ジョフロワ2世・ド・ヴィルアルドゥアン(フランス語: Geoffroi II de Villehardouin) (1195年ごろ - 1246年5月6日以降)とは、第3代アカイア公 (在位:1229年ごろ〜1246年) である。ジョフロワ2世はアカイア公就任期より影響力のある高評判な人物であったとされ、遥々フランスより彼に士官するためにギリシャまでやってくるフランス人騎士も多くいたという。ジョフロワ2世はラテン皇帝の有力家臣として注目され、結果的に現在のギリシャ地方に点在する十字軍諸国が彼の元に徐々に再集結することとなった。またジョフロワは在位中に危機に陥った帝都コンスタンティノープルを3度に渡り救援するという活躍も見せ、報奨として当時ラテン皇帝であった義弟ボードゥアン2世からエヴィア島の宗主権を与えられた。彼は影響力がある評判の良い貴族であったのみならず、公国の一般民衆を慈悲深く公正に統べる人望に厚い貴族でもあった。

## 若年期
ジョフロワ2世は先代のアカイア公ジョフロワ1世とその公妃エリザベトとの間に長男として誕生した。ジョフロワ2世の父ジョフロワ1世は1199年に第4回十字軍に参加し、その後ペロポネソス半島の大部分を占領に成功。その後、初代アカイア公ギヨーム1世の死後にアカイア公の座を獲得して第2代アカイア公に就任した。
ジョフロワ1世は公爵就任後すぐにシャンパーニュ地方に留まっていた妻をペロポネソス半島に呼び寄せた。ジョフロワ1世の妃はまだ幼い息子と共にギリシャに辿り着き、現在のスパルタ地方・カラマタ地方にある城砦に居を構えた。
そして1217年、若きジョフロワ2世はラテン皇帝ピエール2世の娘アニェスと結婚した。

## 治世
ジョフロワ2世はおよそ35歳の頃にアカイア公爵位を父から継承した。彼は高貴な生活を送ったとされ、金拍車を付けた80人の騎士に常に護衛されていたという。
彼の治世初期頃は激動の時代であった。というのも、1224年にギリシャ北部を治めていた十字軍国家「テッサロニキ王国」がエピロス専制侯国によって滅ぼされ、アカイア公国をはじめとするギリシャ地方の十字軍国家とラテン帝国との間に強力な敵国が誕生したからである。しかし1230年4月、エピロス皇帝テオドロス1世がクロコトニツァの戦いでブルガリア皇帝イヴァン・アセン2世の軍勢に敗れたことで、十字軍国家は辛うじて危機を免れた。

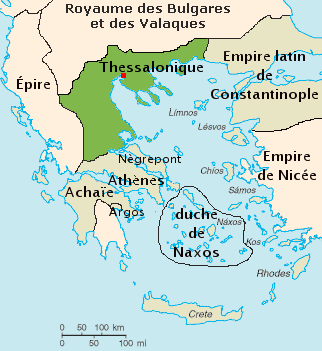
1204年のギリシャ地域の勢力図
・濃緑色:テッサロニキ王国
・右側の薄緑色:ラテン帝国
・下側の薄緑色:アカイア公国
テッサロニキ王国は両地域間に位置していた。

ジョフロワ2世は地元ギリシャ人たちと友好的な関係を構築する政策を採り、公国は平和を謳歌し大いに繁栄した。また彼は配下の男爵のもとに頻繁に家臣を派遣し、男爵たちの生活や彼らの家臣たちに対する処遇などといった情報を探ることで彼らをよく統治した。
また、公国の繁栄により手にした富をもとに、ジョフロワは彼の主君であるラテン皇帝ジャン1世に対する経済的支援を施した。1236年には東ローマ系君主であるニケーア皇帝ヨハネス3世ヴァタツェスにより包囲されていたコンスタンティノープルを自ら進んで救援した。この時ジョフロワは100人の騎士・300人の弩兵・500人の弓兵を乗せた艦隊を率いてニケーア軍の包囲網に突っ込み、ヴェネツィア人・ピサ人・ジェノヴァ人の連合を組んでニケーア軍を駆逐することに成功し、結果コンスタンティノープルを解放することに成功した。また同年、ケファロニア伯マイオ1世がジョフロワ2世の宗主権を認め彼の支配下に入った。1237年7月には、アンドラヴィダの病院をチュートン騎士団に寄進した記録が残されている。
1238年、ジョフロワ2世はヴェネツィア共和国とともに軍船を率いて、再びニケーア帝国に包囲されていたコンスタンティノープルの救援に向かった。翌年には、ジョフロワ2世は彼の上級君主であるテオバルド詩人王に従って聖地遠征への参加を熱望したとされるが、ローマ教皇グレゴリウス9世からコンスタンティノープルの死守を目標としてギリシャ人に対する遠征を行うようにとの命を受けて、聖地遠征への参加を取りやめたという。1240年2月9日、教皇はジョフロワに対して、「聖地に向かうというジョフロワの誓いは、窮地の立場に置かれたラテン帝国に対する継続的な支援という彼の功績によって、すべての利益とともに果たされたものとみなす」という決議を発布した。
1243年、ジョフロワの義兄弟であるラテン皇帝ボードゥアン2世が亡くなったとする誤った噂が流れたことを受けて、ジョフロワ2世はボードゥアンの息子フィリップの補佐を行うべくコンスタンティノープルへと向かった。
そして1246年、ジョフロワ2世は亡くなった。遺体はアカイア公国の首都アンドラヴィダの教会に埋葬された。